# آمبلان-ا-ولوت

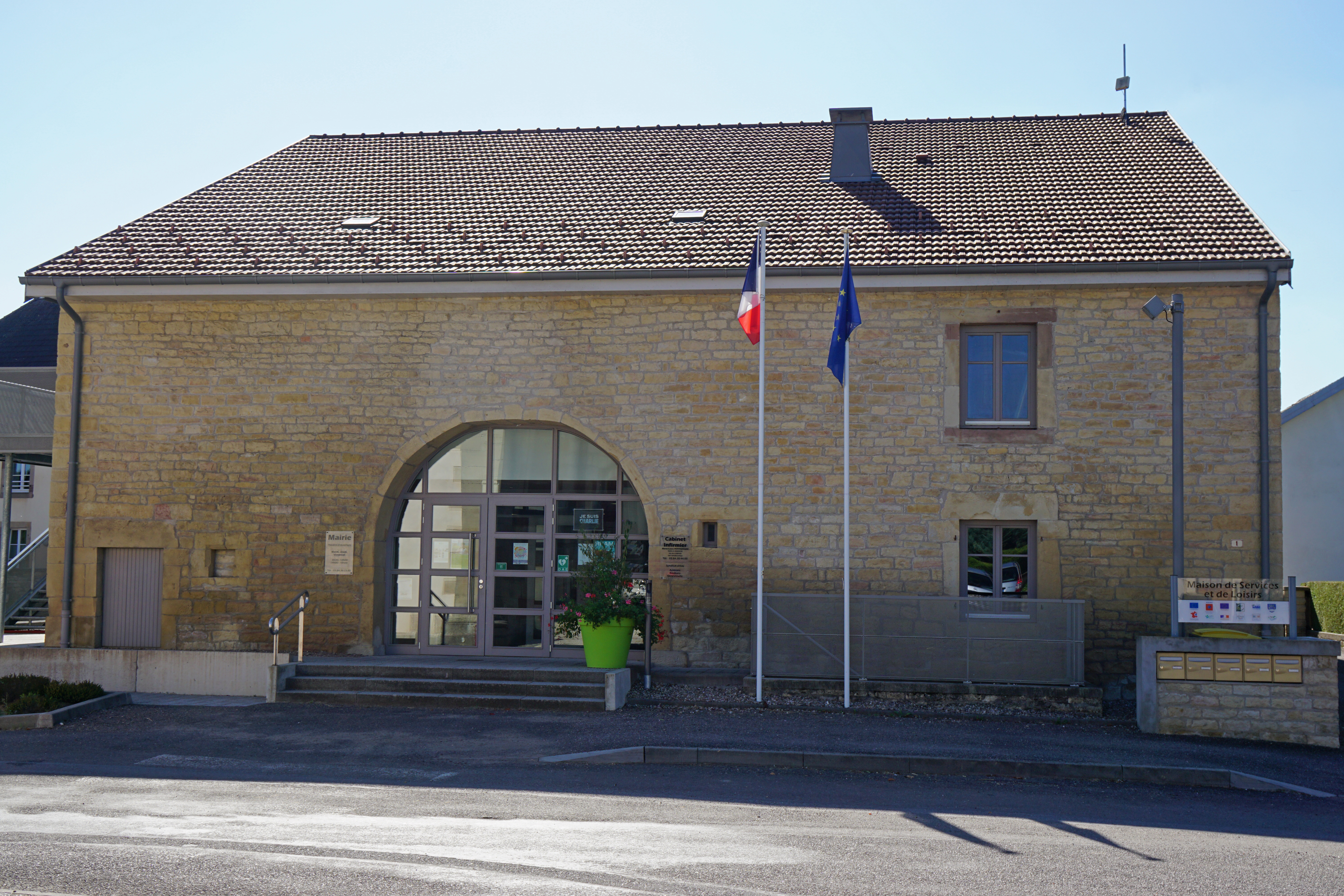
تالار شهر

آمبلان-اِ-وُلُت (به فرانسوی: Amblans-et-Velotte) یک کمون در فرانسه است که در Canton of Lure-Nord واقع شده‌است.

## خصوصیات
آمبلان-ا-ولوت ۹٫۷۶ کیلومترمربع مساحت و ۳۴۹ نفر جمعیت دارد.